# Bunefer

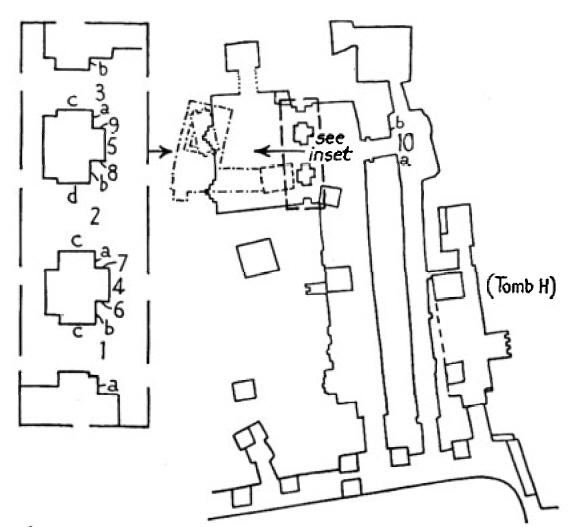
Grundriss des Grabes der Bunefer

Bunefer ist der Name einer altägyptischen Königin der 4. Dynastie während des Alten Reiches. Es ist unsicher, mit wem sie liiert war. Gemäß Michael Rice war sie die Gemahlin von König Schepseskaf.

## Identität
Bunefer trug königliche Titel wie „Leibliche Königstochter“ (Sat-nesu-en-chetef), „Königliche Gemahlin“ und „Priesterin der Hathor“.
Ihre Verwandtschaftsbeziehungen zum Königshaus sind allerdings unklar. Da sie in ihrem Grab als Totenpriesterin von Pharao Schepseskaf bezeichnet wird, gab es wohl zumindest eine engere Verbindung zu diesem Herrscher. So wird sie teilweise als dessen Gemahlin, teilweise aber auch als seine Tochter angesehen. Manche Ägyptologen hingegen sehen sie als Ehefrau von König Thamphthis an, dessen Existenz umstritten ist.
In ihrem Grab wird außerdem ein Sohn genannt, dessen Name nur unvollständig erhalten ist. Auch hier ist das tatsächliche verwandtschaftliche Verhältnis unklar, da er nur niedere Ämter bekleidete, was für den Sohn einer Königin ungewöhnlich war. Da das betreffende Relief eindeutig nachträglich angebracht wurde, kann vermutet werden, dass sich hier lediglich ein entfernterer Verwandter verewigen ließ.

## Grabstätte
Bunefer gehört ein Felsengrab auf dem Central Field in Gizeh. Entdeckt wurde es 1931/32 durch Selim Hassan. Das Grab weist eine verglichen mit zeitgenössischen Anlagen einzigartige Architektur auf. Es besitzt zwei Eingänge, von denen der östliche in einen schmalen Korridor führt, der westliche in einen langgestreckten Raum, in dessen Boden sich zwei Schächte befinden. Der vordere Teil dieses Raumes war ursprünglich ein unvollendetes Grab, das erst nachträglich mit der Anlage der Bunefer verbunden wurde. Der hintere Teil grenzt im Westen an den Kultraum des Grabes. An der Nordwand des Kultraumes befindet sich eine große Öffnung, die für eine Bestattung in späterer Zeit geschaffen wurde. Im südlichen Teil des Raumes führt ein Schacht hinab zur Sarkophagkammer. Diese enthielt einen unbeschrifteten Kalkstein-Sarkophag.